# St. Georg (Aich)

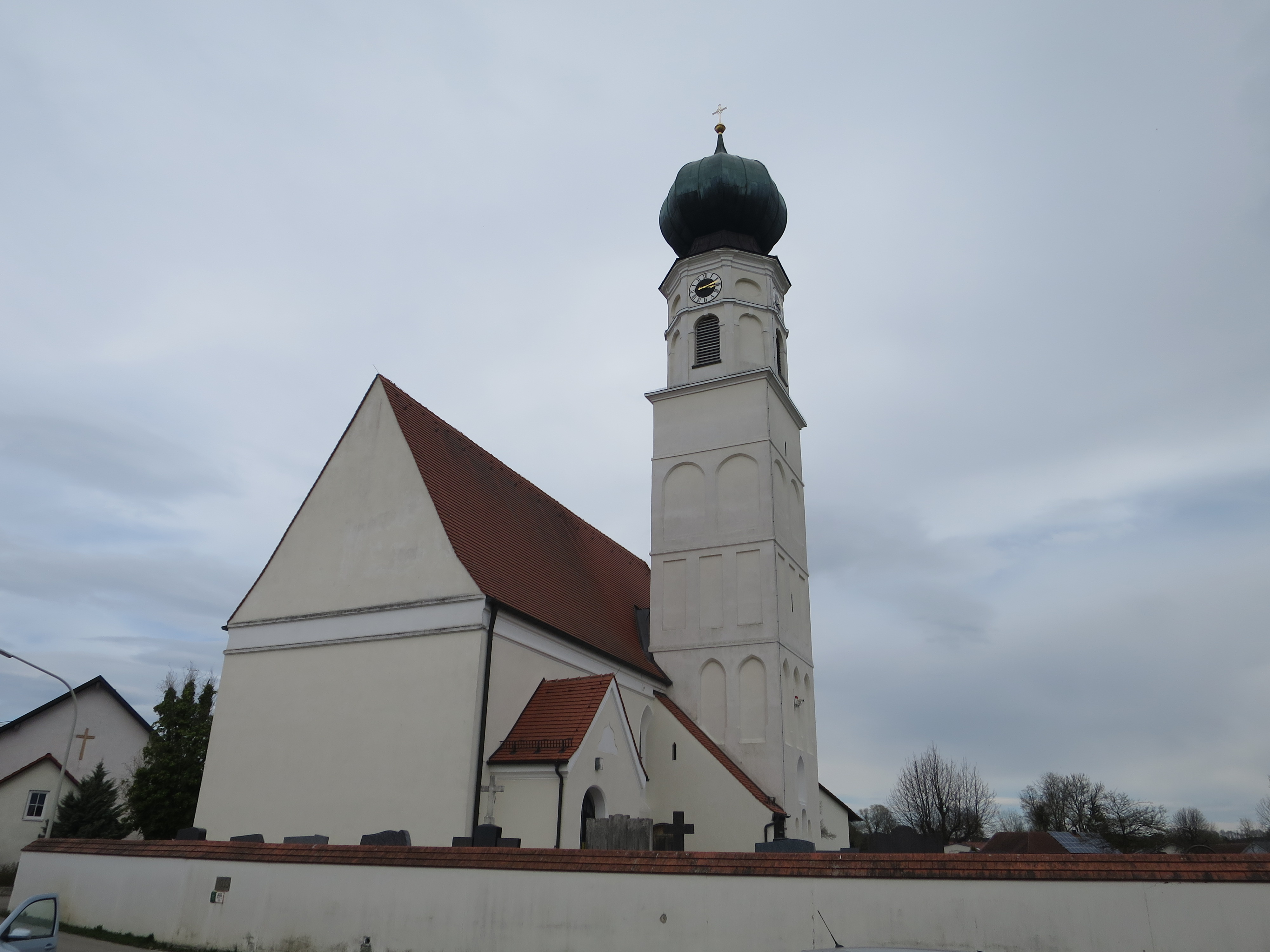
St. Georg in Aich

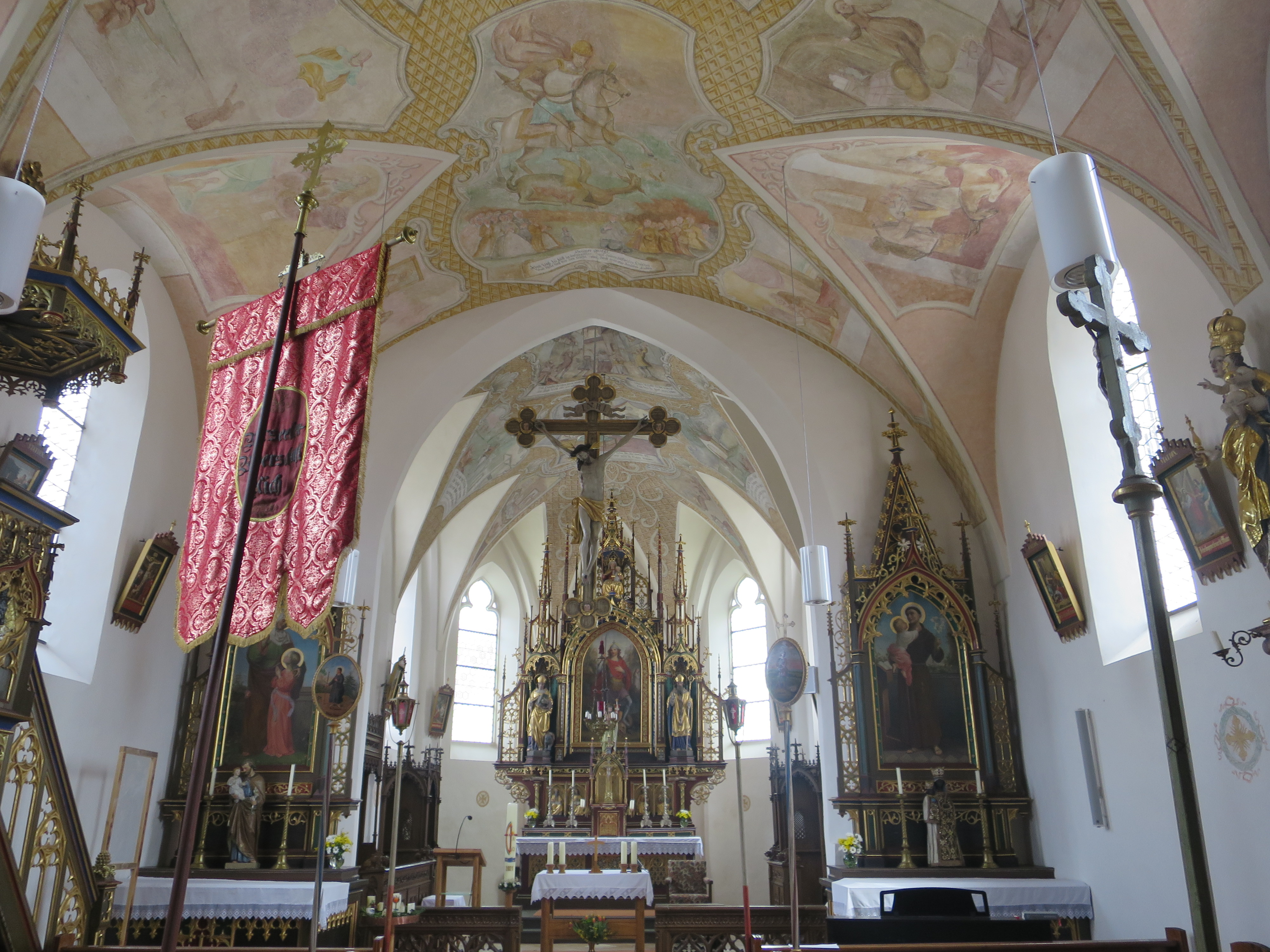
Innenraum

Die römisch-katholische Filialkirche St. Georg steht in Aich, einem Stadtteil von Moosburg an der Isar im oberbayerischen Landkreis Freising. Das Bauwerk ist als Baudenkmal unter der Nr. D-1-78-143-99 eingetragen. Die Kirche gehört zum Erzbistum München und Freising.

## Beschreibung
Die Saalkirche wurde in der zweiten Hälfte des 15. Jahrhunderts aus Backsteinen erbaut und im 17./18. Jahrhundert verputzt. Sie besteht aus einem Langhaus, einem eingezogenen, dreiseitig geschlossenen Chor im Osten und einem Chorflankenturm an der Südwand des Chors, der 1708 mit einem achteckigen Geschoss, das die Turmuhr und den Glockenstuhl beherbergt, aufgestockt und mit einer Zwiebelhaube bedeckt wurde. 
Das Erdgeschoss des Chorflankenturms ist mit einem Netzgewölbe überspannt. Die Deckenmalereien, die im Chor um 1750 als Werkzyklus der Armen Seelen und im Langhaus um 1760 als Werkzyklus der Heiligen entstanden sind, wurden 1771 freigelegt. Über dem Zugang zur Sakristei hängt ein Gemälde von 1671, auf dem der heilige Georg dargestellt ist.

## Orgel

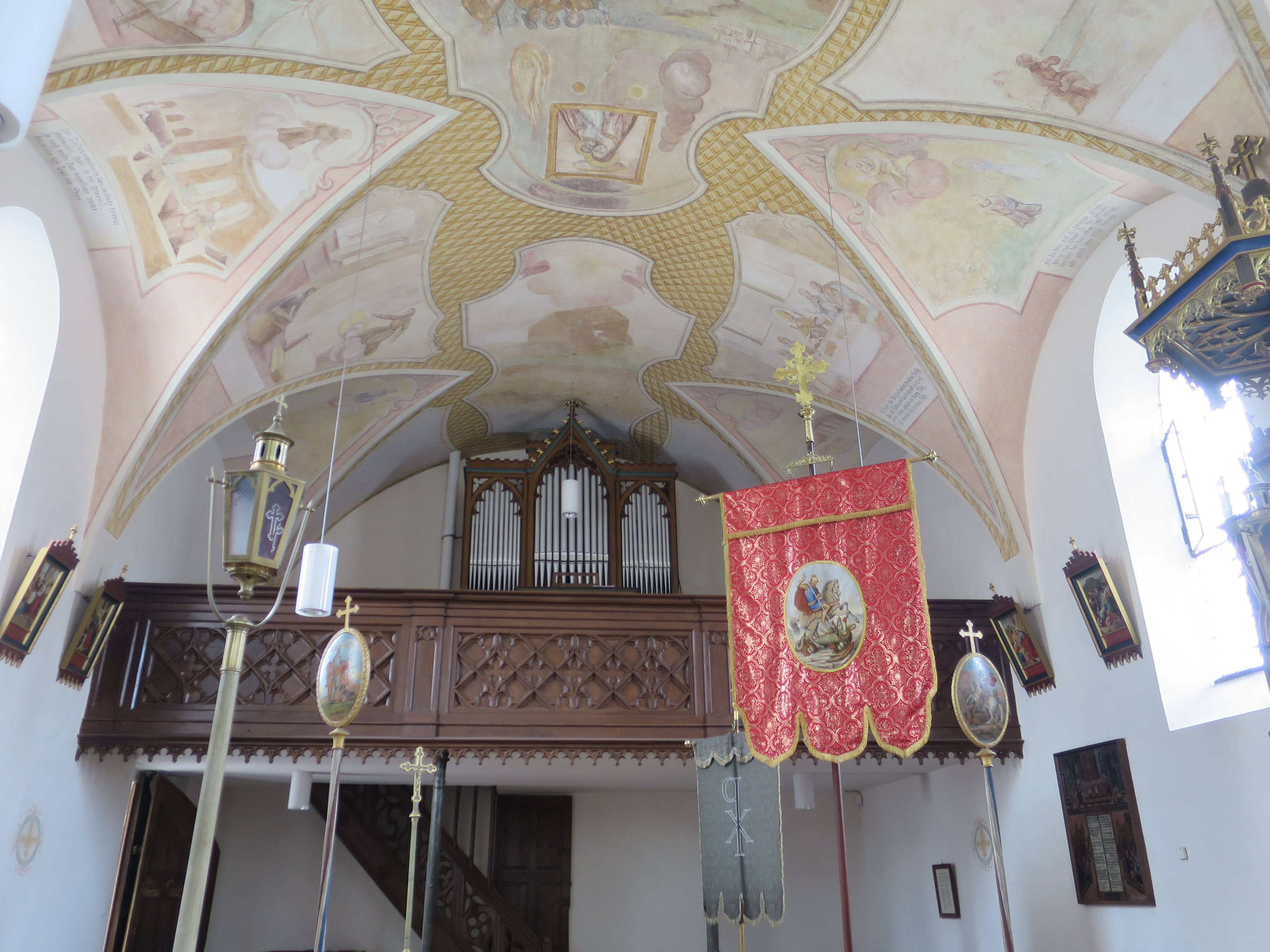
Die Maerz-Orgel

Die pneumatische Kegelladen-Orgel mit sieben Registern auf einem Manual und Pedal wurde 1899 von Franz Borgias Maerz erbaut. Sie ist mit einem freistehenden Spieltisch und einem neugotischen Prospekt ausgestattet. Die Disposition lautet:
| Manual C–f3  |    |
| Principal    | 8′ |
| Gamba        | 8′ |
| Salicional   | 8′ |
| Gedackt      | 8′ |
| Octav        | 4′ |
| Traversflöte | 4′ |

| Pedal C–d1 |     |
| Subbaß     | 16′ |

- Koppeln: M/P, Superoktavkoppel
- Spielhilfen: Tutti